# Deir el-Garnus
Deir el-Garnus (arabe : دير الجرنوس) est un village de Haute-Égypte proche de Maghagha. La ville est située dans le gouvernorat de Minya, sur la rive du Bahr Youssef, et compte une population majoritairement chrétienne copte de 6 504 personnes,.
Deir signifie « monastère » et el-Garnus vient d'un nom plus ancien du village Arganus (arabe : أرجنوس), qui vient probablement du grec ancien : ὄργανος / machine à eau et fait référence à l'ancien nilomètre du village.
Dans certains textes, le monastère est appelé Pei-Isous (copte ⲡⲏⲓ ⲓⲥⲟⲩⲥ), Beyt Isus ou Deir Bisus (arabe : دير بيسوس), tous signifiant « maison de Jésus ».

## Histoire
Le village moderne s'est développé à partir d'un monastère visité par la Sainte Famille lors de sa fuite en Égypte en route vers Hermopolis. La légende raconte que Jésus a creusé un puits avec de l'eau qui guérissait toutes les maladies. On croyait également qu'il prédisait la hauteur de l'inondation annuelle du Nil.
L'église de la Sainte Vierge a été construite à l'emplacement de ce puits au VIe siècle (aujourd'hui en ruine, l'église moderne a été construite vers 1870, mais les vestiges de l'ancienne église sont toujours présents), et la fête a eu lieu le 25 Pashons pour prédire la crue du Nil.
Une autre fête à laquelle participent des milliers de pèlerins est célébrée les 15 et 16 Mesori.